# 曹婉芬
曹婉芬（1940年8月—），江苏宜兴人，当代紫砂壶名家、中国陶瓷艺术大师。

## 生平
曹婉芬出生于宜兴蜀山镇一陶艺世家，自幼随母亲承杏珍学艺。她早年曾就读于东坡书院小学，1955年进入宜兴紫砂工艺厂学艺。1958年受聘为紫砂工艺厂"小辅导老师"，培训年轻艺徒。她师承紫砂名家朱可心，并曾获裴石民、王寅春、顾景舟等名师指导。1983年，赴中央工艺美术学院造型设计班进修。她是中国工艺美术学会、中国工业设计协会、江苏工艺美术学会、江苏陶瓷艺术学会会员。1989年，获工艺美术师职称。2005年，晋升研究员级高级工艺美术师。2008年，被授予“江苏省工艺美术大师”。2010年，当选第二届“中国陶瓷艺术大师”。
曹婉芬之子范建军、女儿范建华、儿媳费寅媛、女婿陆君也都以紫砂陶艺为业。她的其他知名弟子还包括鲍利安、黄自英等。